# Airport CDM
Airport CDM (Collaborative Decision Making) is een project van Eurocontrol dat als doel heeft de algemene efficiëntie op een luchthaven te verbeteren. Hierbij wordt de focus gelegd op het omdraai proces van een vliegtuig. Om dit te bereiken wordt het besluitproces op een luchthaven verbetered door up-to-date informatie te delen tussen alle partijen. Dit is informatie zoals tijden, voorkeuren, beschikbare resources, beschikbare capaciteit en eisen van alle partijen zoals luchtverkeersleiding, luchtvaartmaatschappij, grondafhandelaar en de luchthaven.
Het Airport CDM-project is een onderdeel van het EATM Airport Operation Programme van Eurocontrol. Dit project wordt ondersteund door de ACI (Airport Council International) en de IATA (International Air Transport Association).

## Gezamenlijke doelen
De partijen van CDM werken gezamenlijk naar de volgende doelen:
- Verbeteren van de voorspelbaarheid
- Verbeteren van de punctualiteit
- Verminderen van grondbewegingkosten
- Optimaliseren/verbeteren van grondafhandelingskosten
- Optimaliseren van gates en terminals
- Optimaliseren van luchthavencapaciteit en voorkomen van opstoppingen
- Verminderen van ATFM-slots
- Flexibel predeparture-planning
- Verminderen van van taxibaanopstoppingen